# هاري د. فيلت
هاري د. فيلت (بالإنجليزية: Harry D. Felt)‏ هو ضابط أمريكي، ولد في 21 يونيو 1902 في توبيكا في الولايات المتحدة، وتوفي في 25 فبراير 1992 في هونولولو في الولايات المتحدة.

## وصلات خارجية
- هاري د. فيلت على موقع مونزينجر (الألمانية)